# Dansk Land og Strandjagt
Dansk Land- og Strandjagt er en landsdækkende jagtforening i Danmark. Foreningen blev oprettet den 26. november 1991, i protest mod at de daværende tre jagtforeninger i Danmark, Dansk Jagtforening, Landsjagtforeningen af 1923 og Dansk Strandjagtforening, blev sammenlagt til Danmarks Jægerforbund. Dansk Land- og Strandjagt frygtede for den "lille mands jagt" på grund af fredninger, reservater og andre jagtbegrænsninger.
Foreningen værner især om den frie jagtret og om den private ejendomsret samt bæredygtige, biologisk begrundede jagttider.[kilde mangler]
Dansk Land- og Strandjagt udgiver jagtbladet Jagt & Jægere seks gange om året.
Foreningen havde i 2011 omkring 900 medlemmer.